# بنغازی
بِنغازی یا بن‌غازی نام دومین شهر پرجمعیت لیبی و بندری در شرق آن کشور است. شهر بنغازی بر کرانه خلیج سیدرا واقع شده‌است.

## تاریخچه
بندر امروزی بنغازی در فاصله کمی از جنوب غربی یک شهر کهن یونان به نام برنیس قرار گرفته‌است که بدست برادر شاه سیرن بنیاد شده بود. منطقه سیرن و بخش‌هایی از شمال آفریقا در روزگاران باستان صحنه کشاکش نظامی میان شاهنشاهی ایران و یونانیان بود.
نام امروزی این بندر از نام یکی از بزرگان محل به نام غازی (سیدی غازی) گرفته شده‌است که پیرامون سال ۱۴۵۰ میلادی درگذشت. پس از او نام این شهر به بنی‌غازی و سپس به بنغازی دیگرگون شد.

## بنغازی و نقش آن در پیروزی انقلاب ١٧ فوریه لیبی
در تظاهراتی که با الهام گرفتن از قیام‌های مصر و تونس در لیبی نیز آغاز شد و رو به گسترش نهاد، شهر بنغازی دومین شهر بزرگ لیبی خاستگاه اولین ناآرامی‌ها و اعتراضات برای براندازی رژیم ۴۲ ساله سرهنگ قذافی بود. وسعت تظاهرات معترضان به قدری گسترش پیدا کرد که پلیس ضد شورش در این شهر حکومت نظامی اعلام کرد. و دولت لیبی با قطع کامل و سراسری اینترنت و برق و همچنین فرودگاه بنغازی سعی در خاموش کردن معترضان داشت. در ۵ روز نخست بنا به گزارش سازمان دیده بان حقوق بشر دست کم ۱۰۴ نفر کشته شدند. در بنغازی معترضان کنترل بخش‌های مهمی را به دست گرفتند و توده‌ای از نیروهای امنیتی نیز به مردم پیوستند. مخالفین حکومت لیبی در این شهر دولت انتقالی تشکیل دادند.